# نیواورلئان
نیواورلئان یا نیو اورلینز (در انگلیسی: New Orleans) شهر-پریش واحدی در کرانه رود میسی‌سیپی در لوئیزیانا در ایالات متحده آمریکا است. نیواورلئان بزرگ‌ترین شهر ایالت لوئیزیانا است. این شهر از بندرهای مهم ایالات متحده آمریکا محسوب می‌شود.

## ریشه‌شناسی
در انگلیسی این شهر «نیواورلینز» خطاب می‌شود، اما در فرانسوی به «لا نوول اورلئان» متداول است. فرانسوی: La Nouvelle-Orléans‎ [la nuvɛlɔʁleɑ̃] (). در زبان فارسی زمان قاجار به علت نفوذ زبان فرانسوی در ایران این شهر با واژه فرانسوی مشهور بود ولی در زبان فارسی جدید با افزایش نفوذ زبان انگلیسی به آرامی به واژه انگلیسی رواج پیدا کرد اما این واژه را از انگلیسی «نیو» و نصف دیگر آن را از فرانسوی «اورلئان» به اشتباه در کنار هم گذاشته و نام این شهر را «نیواورلئان» گزارش کردند که در زبان دیگری وجود ندارد. اخیراً در رسانه‌های فارسی نام این شهر با واژه درست آن «نیواورلینز» نوشته می‌شود.

## کارنوال
کارنوال بزرگ ماردی گرا (به انگلیسی: Mardi Gras) در نیواورلینز یکی از چهار کارنوال مشهور جهان است که هر ساله در این شهر برگزار می‌شود و باعث جلب میلیون‌ها توریست به آن می‌شود.
این کارنوال بزرگ‌ترین کارنوال در کشور آمریکا است.

## ورزش
تیمهای بسکتبال نیو اورلئانز پلیکانز و فوتبال (آمریکایی) نیو اورلئانز سینتز هر دو از این شهرند.

## مراکز علمی
از دانشگاه‌های مهم این شهر می‌توان دانشگاه نیواورلئان، دانشگاه لویولا و دانشگاه تولین را نام برد.

## موسیقی و فرهنگ
شهر نیواورلئان یکی از مهم‌ترین مراکز فرهنگی به خصوص در زمینه موسیقی در ایالات متحده آمریکا است.

## توفان کاترینا
توفان کاترینا یکی از مرگبارترین حوادث طبیعی در تاریخ ایالات متحده آمریکا گزارش شده‌است.
در جریان این تندباد که در ماه اوت سال ۲۰۰۵ میلادی به وقوع پیوست، بیش از ۱۳۰۰ تن که اکثراً از طبقات فقیرنشین و سیاه‌پوست بودند جان خود را از دست دادند.
توفان کاترینا همچنین صدها هزار تن را در شهر نیواورلئان بی‌خانمان کرد.

## توفان گوستاو
جدیدترین توفان گزارش شده، توفان دریایی گوستاو است که یکی از بزرگترین توفان‌های دریایی ثبت شده می‌باشد.

## نگارخانه

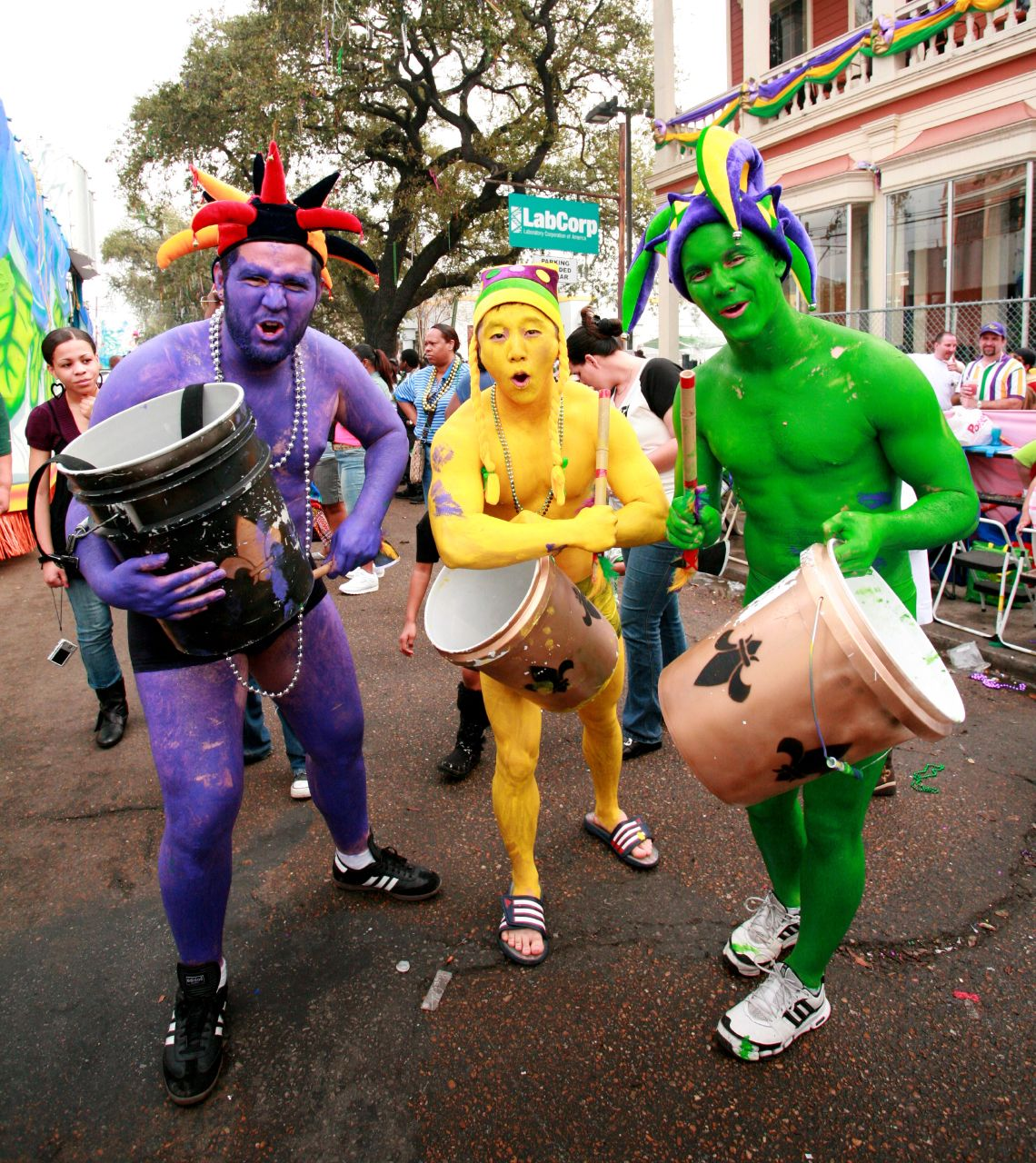
مراسم ماردی گرا در نیواورلینز
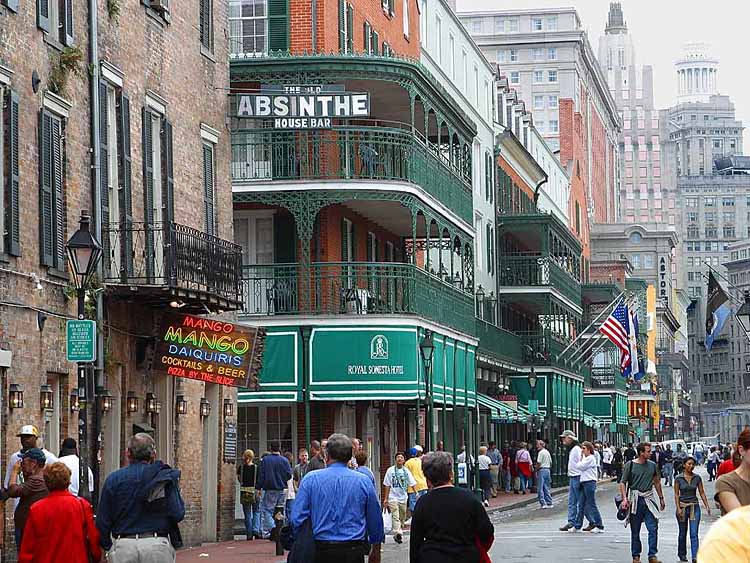
بربن استریت، یکی از مشهورترین خیابان‌های نیواورلینز
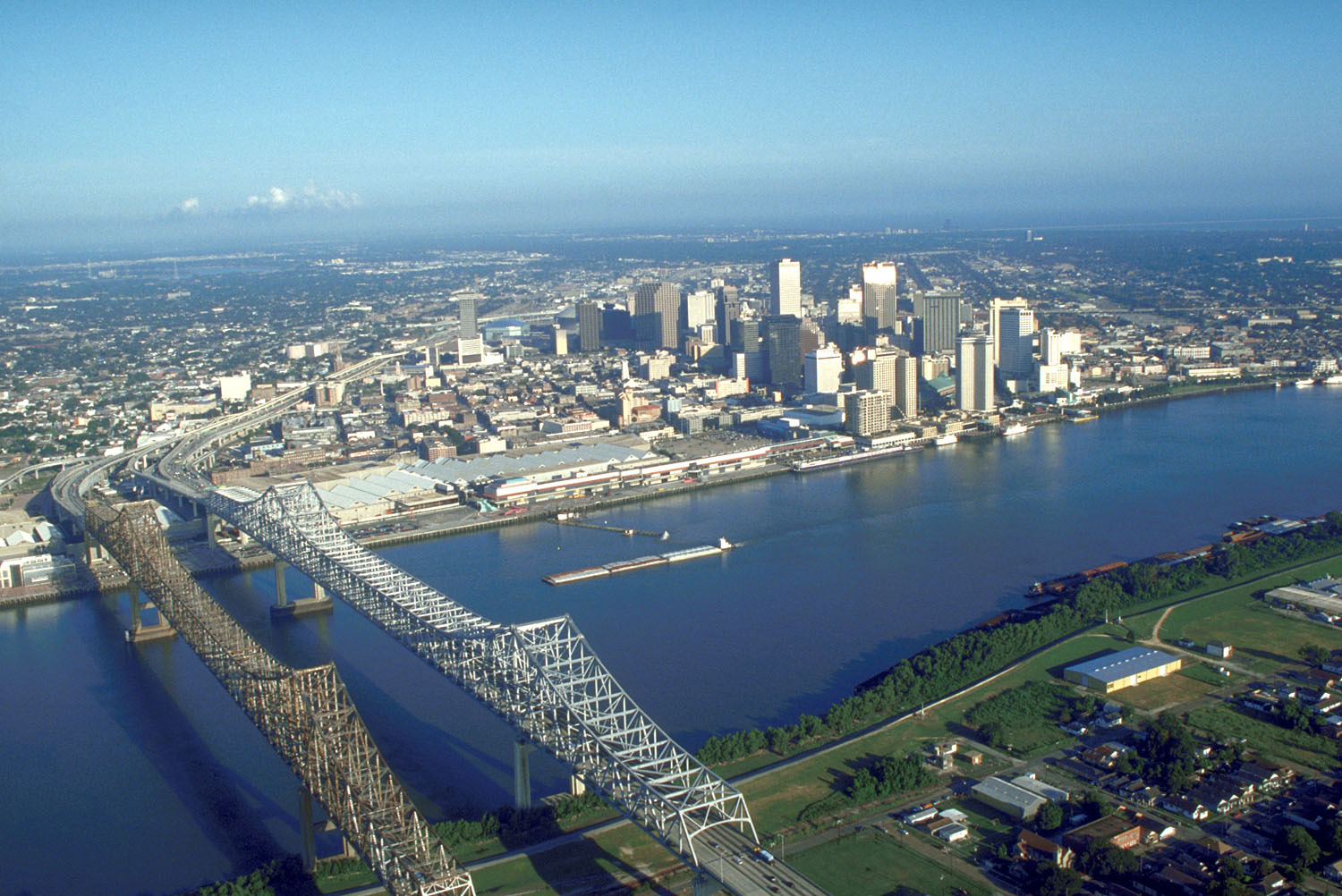
نمای شهر نیواورلئان